# Lukavec (Fulnek)

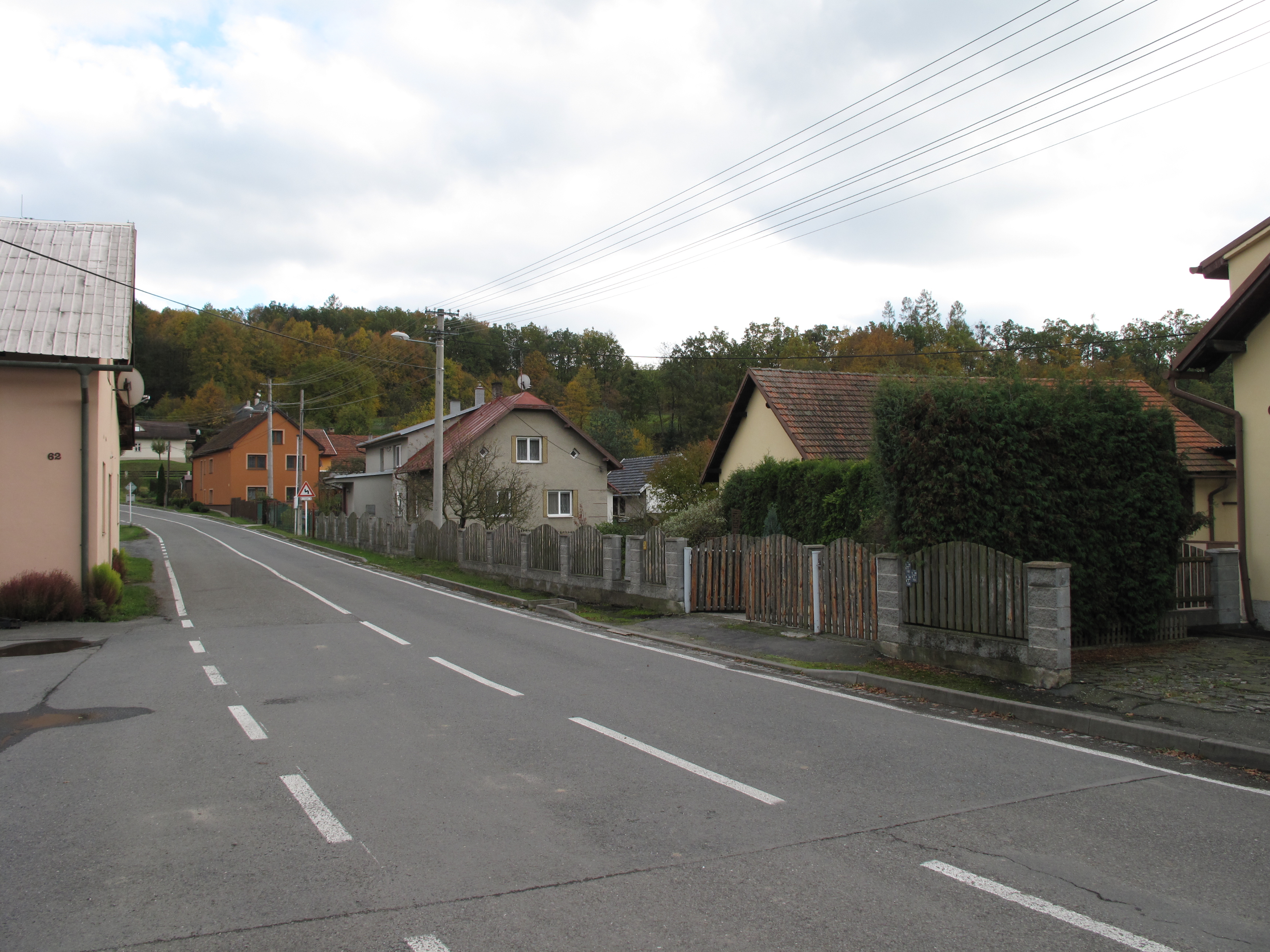
Dorfstraße

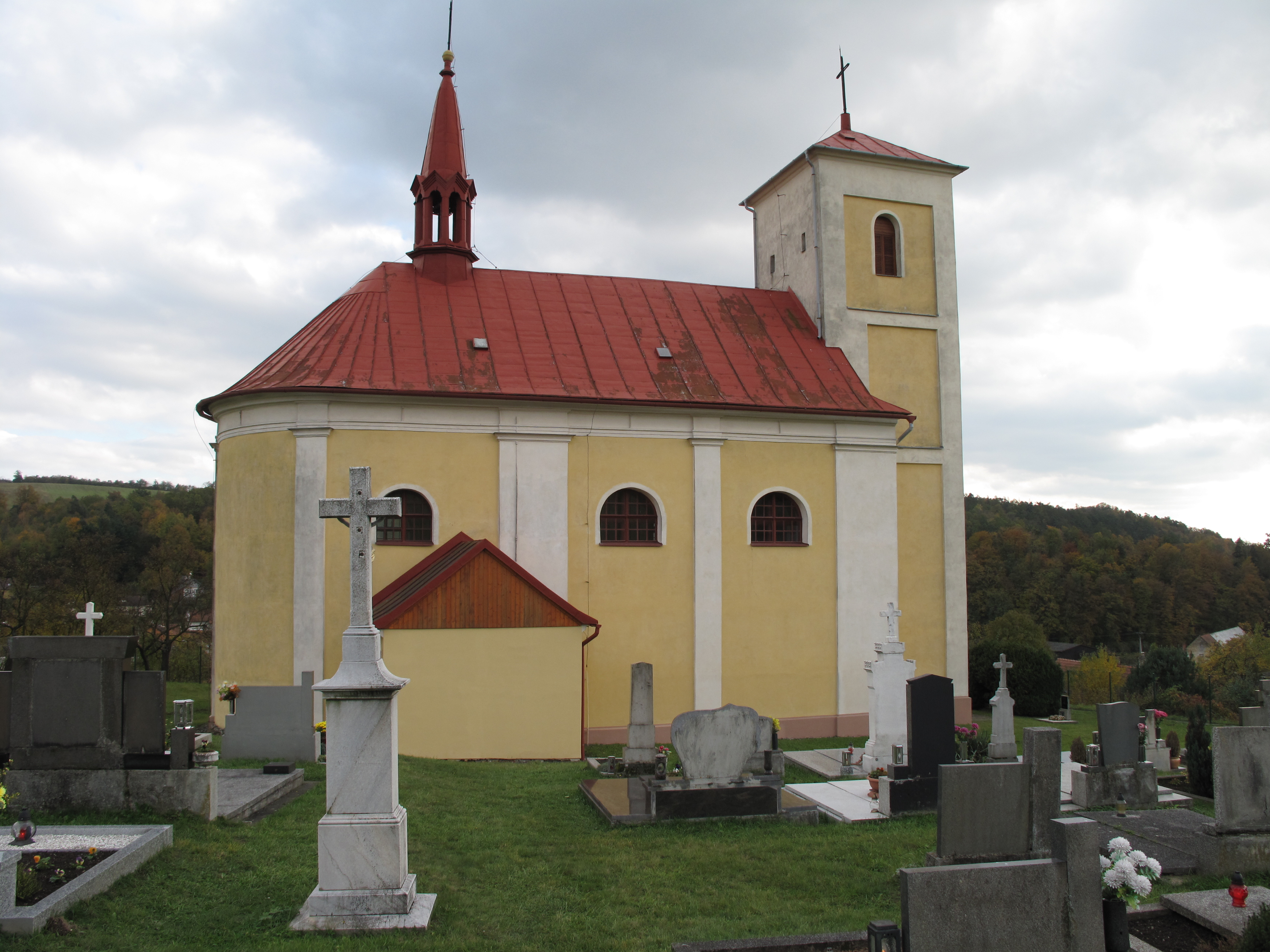
Kirche Johannes des Täufers und der hl. Barbara

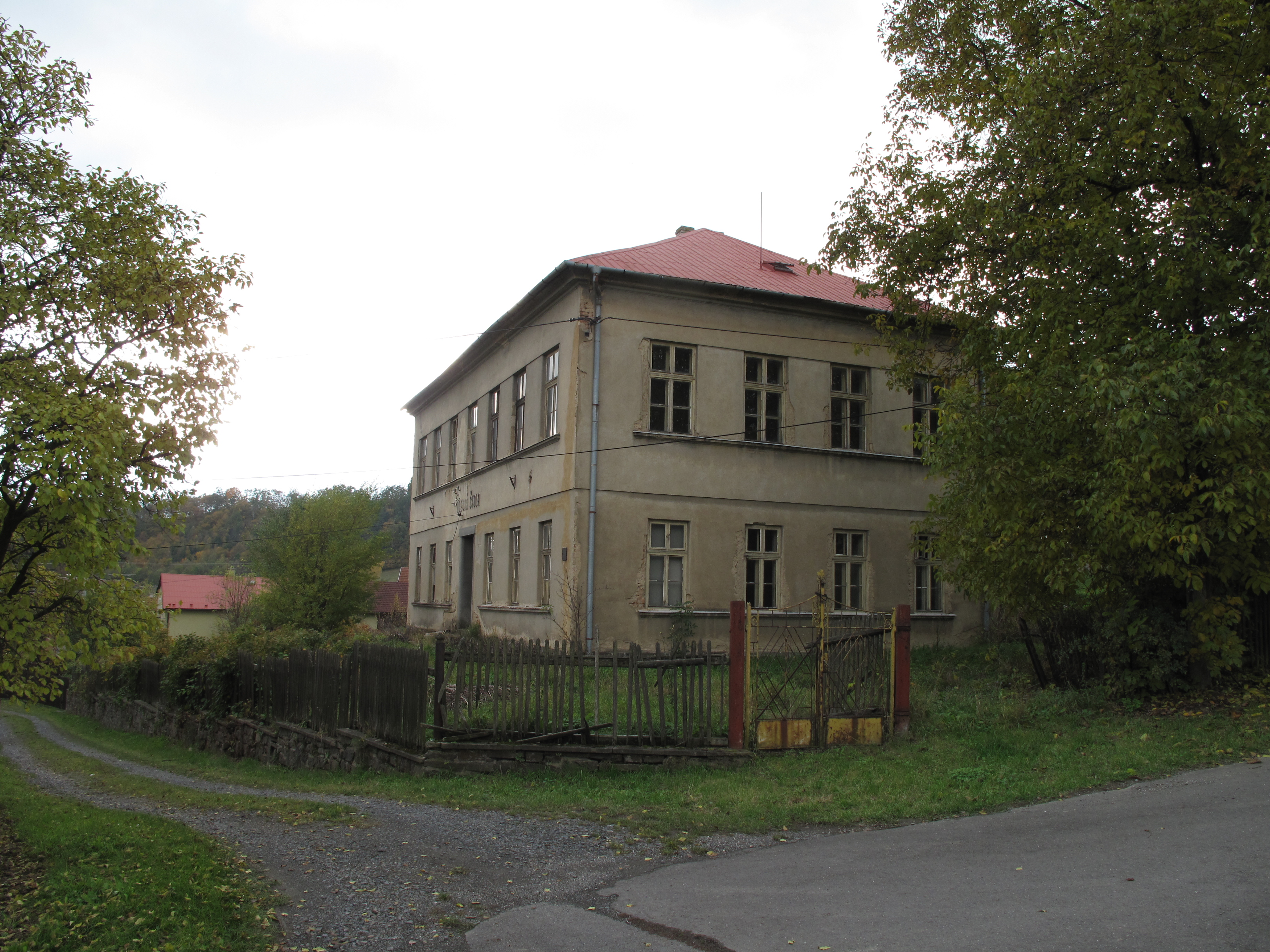
Ehemalige Schule

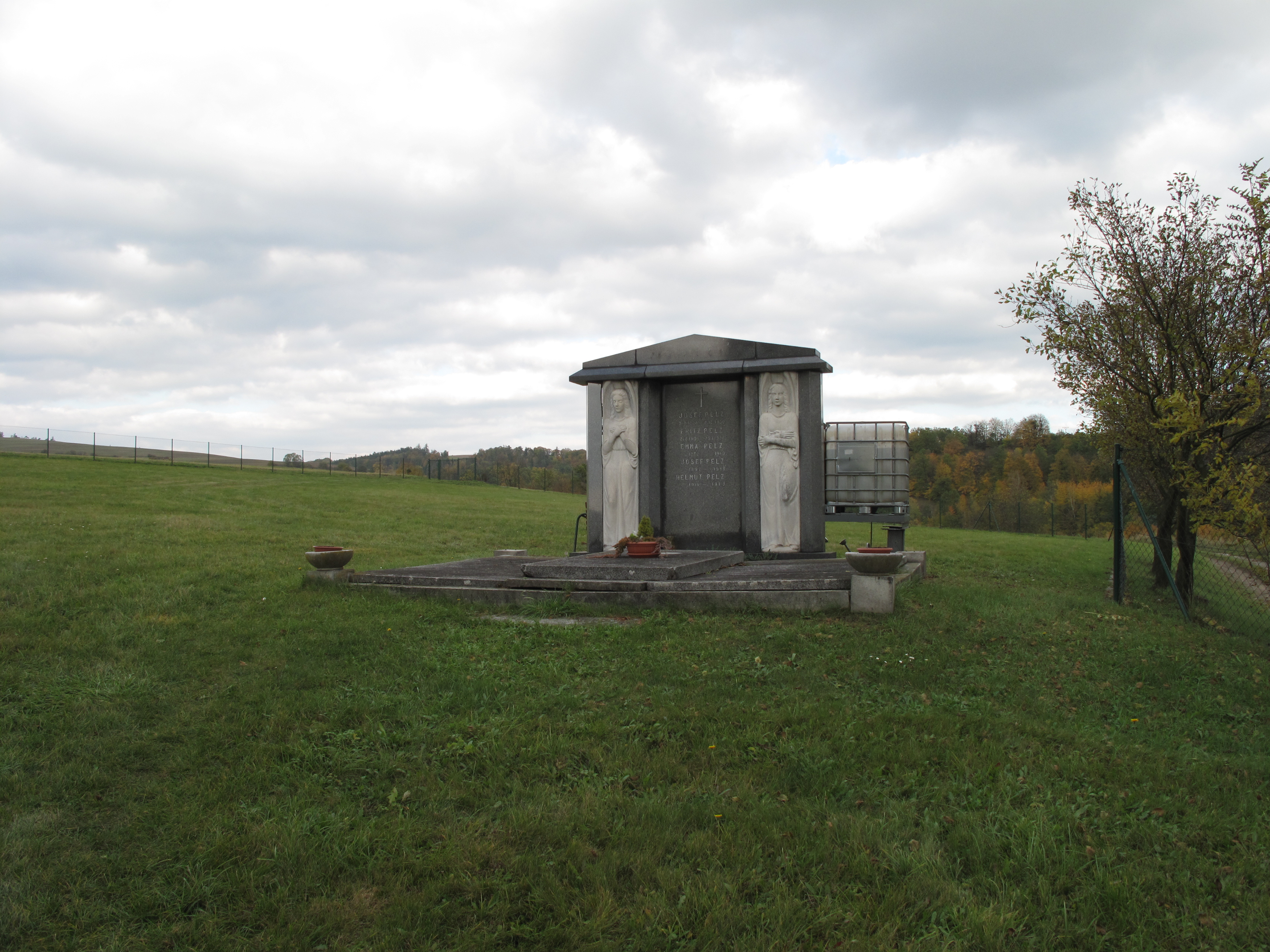
Grab der Brauereibesitzerfamilie Pelz

Lukavec (deutsch Luck) ist ein Ortsteil der Stadt Fulnek in Tschechien. Er liegt viereinhalb Kilometer nördlich von Fulnek und gehört zum Okres Nový Jičín.

## Geographie
Lukavec erstreckt sich in der Vítkovská vrchovina (Wigstadtler Bergland) im Tal des Baches Gručovka (Lucker Bach). Östlich erhebt sich die Náplatka (432 m n.m.), im Südosten die Osličina (445 m n.m.), südlich die Radešovka (416 m n.m.), im Südwesten der Nadějov (416 m n.m.) sowie westlich die Vrchy (Oberhuben, 540 m n.m.). Das Dorf liegt im Naturpark Oderské vrchy.
Nachbarorte sind Leskovec und Požaha im Norden, Horní Nový Dvůr und Dolní Nový Dvůr im Nordosten, Bravinné im Osten, Bílov, Pohořílky und Jílovec im Südosten, Kostelec, Děrné, Hájek und Fulnek im Süden, Jerlochovice und Moravské Vlkovice im Südwesten, Vrchy im Westen sowie Jančí, Gručovice und Březová im Nordwesten.

## Geschichte
Lukavec gehört zu den ältesten Ansiedlungen der Gegend und wurde möglicherweise bereits im 12. Jahrhundert bei der slawischen Kolonisation gegründet. Die erste urkundliche Erwähnung des Dorfes erfolgte am 23. Januar 1312 als der Třebíčer Abt Bisencius seinem Getreuen Transklin zwei Huben Land in Větřkovice gegen drei Huben in Lukavec eintauschte. Eine in älterer Literatur zu findende Ersterwähnung von 1062 hat sich als Fälschung von Antonín Boček erwiesen. Lukavec war im 14. Jahrhundert ein kleines Rittergut im damals přemyslidischen Herzogtum Troppau, zu dem außer den Dorf Lukavec noch die Ansiedlung Požahy gehörte. Bei der Teilung des Herzogtums von 1377 wurde Kunata von Jakubovice als Besitzer von Lukavec genannt. Nachfolgende Grundherren waren von 1412 bis 1435 Hanuš Skřípovský, 1441 Oneš Kyjovec von Lukavec, 1464 Jan Hrot von Lukavec und danach dessen Sohn Bartoloměj. Zu Beginn des 16. Jahrhunderts wechselten die Besitzer des Gutes in rascher Folge. 1513 verkauften die Brüder Jan und Jiří Nedvík von Jakubčovice das Gut Lukavec mit dem wüsten Dorf Požahy an das Augustiner-Chorherrenstift Fulnek. Dieses vereinigte das Gut Lukavec mit seinem Gut Petrowitz. Die erste Erwähnung einer Brauerei in Lukavec erfolgte 1557 im Zuge eines Bierstreits zwischen dem Vogt von Větřkovice, Vítek, und Friedrich Czettritz von Kynsberg auf Grätz, der ersteren zur Abnahme des Biers auf der Grätzer Schlossbrauerei zwang. Die brauberechtigten Fulneker Bürger verklagten das Stift wegen der Verletzung des Meilenrechts beim Bierschank; 1607 bewilligte König Rudolf II. dem Augustinerstift das Brauen in Lukavec. Zwischen 1693 und 1702 entstand die Kirche.
Das älteste Ortssiegel stammt von 1706; es zeigte eine Weide, darunter pickende Hühner. Seit 1738 ist in den Grundbüchern von Lukavec eine Erbrichterei nachweisbar. Der Probst Casimir Johann Barwig ließ in der Mitte des 18. Jahrhunderts in Petrowitz ein Barockschlösschen errichten, das ihm als Sommersitz und zugleich als Herrschaftssitz der schlesischen Güter der Fulneker Augustiner-Chorherren diente. Im Zuge der Josephinischen Reformen wurde das Stift Fulnek 1784 aufgehoben und seine Güter dem Religionsfonds übertragen. Der herrschaftliche Meierhof wurde in dieser Zeit aufgelöst und seine Gründe an die Untertanen aufgeteilt. Zum Ende des 18. Jahrhunderts entstand eine Schule. 1825 verkaufte die k. k. Staatsgüterveräußerungskommission die schlesischen Güter des ehemaligen Stiftes Fulnek als Gut Luk und Petrowitz an den Besitzer der Primogenitur-Pekuniar-Fideikommissherrschaft Fulnek mit Groß Glockersdorf, Klein Glockersdorf und Stettin, Karl Joseph Czeike von Badenfeld.
Im Jahre 1834 bestand das in einem engen Tal gelegene Dorf Luk, auch Lukau bzw. Lukawetz genannt, aus 86 dicht beieinander stehenden Häusern, in denen 639 überwiegend lachischsprachige Personen lebten. Im Ort gab es eine Filialkirche, eine Trivialschule, eine Bier- und Branntweinbrennerei, eine zweigängige Wassermühle und eine Windmühle. Haupterwerbsquelle war der Ackerbau. In Luk befand sich das herrschaftliche Wirtschaftsamt. Pfarrort war Fulnek. 1842 erwarb Christian Freiherr von Stockmar die Herrschaften Fulnek und Petrowitz; er verlegte die Verwaltung der Minderherrschaft Petrowitz von Luk nach Fulnek.
Nach der Aufhebung der Patrimonialherrschaften bildete Lukavec / Luck ab 1849 mit dem Ortsteil Eylowitz / Jilové eine Gemeinde im Gerichtsbezirk Wagstadt. Von Stockmar verkaufte die Grundherrschaft Fulnek 1855 an Prinz Philipp von Flandern. Ab 1869 gehörte Lukavec zum Bezirk Troppau. Zu dieser Zeit hatte das Dorf 532 Einwohner und bestand aus 86 Häusern. Eylowitz löste sich im selben Jahr los und wurde eigenständig. Seit der zweiten Hälfte des 19. Jahrhunderts arbeitete ein Teil der Bewohner in den Fabriken und Manufakturen von Wagstadt und Fulnek. Im Juni 1873 begann die Mährisch-Schlesische Centralbahn mit den Bauarbeiten für eine Eisenbahn von Troppau über Fulnek bis nach Trentschin, die aber in Folge des Wiener Börsenkrachs bereits im Jänner 1874 eingestellt wurden. Unter Wilhelm Rattay, der 1880 die Brauerei erwarb, erlangte diese überregionale Bekanntheit wegen ihres guten Bieres. 1895–1896 entstand ein neues Schulhaus. 1896 wurde Lukavec dem neu gebildeten Bezirk Wagstadt zugeordnet. Im Jahre 1900 lebten in Lukavec 590 Personen; 1910 waren es 614. 1908 übernahm Josef Pelz sen., der zuvor Braumeister bei Wilhelm Rattay war, die Brauerei und führte sie erfolgreich weiter. Beim Zensus von 1921 lebten in den 91 Häusern des Dorfes 527 Menschen, darunter 477 Tschechen und 47 Deutsche. Im Zuge der Bodenreform konfiszierte die tschechoslowakische Regierung am 24. Mai 1922 den Großgrundbesitz der belgischen Prinzessinnen Josephine und Henriette. Im Jahre 1930 bestand Lukavec aus 103 Häusern und hatte 523 Einwohner; 1939 waren es 530. In der Gemeinde lebten lediglich sechs deutsche Familien. Nach dem Münchner Abkommen wurde die überwiegend lachischsprachige Gemeinde 1938 dem Deutschen Reich zugesprochen und gehörte bis 1945 zum Landkreis Wagstadt. Mit Unterstützung der Gendarmerie wurde 1940 eine deutsche Schule und ein deutscher Kindergarten eröffnet. Nach dem Ende des Zweiten Weltkrieges kam Lukavec zur Tschechoslowakei zurück, die deutschsprachige Minderheit wurde vertrieben. Die Brauerei Josef Pelz wurde nach Kriegsende unter staatliche Verwaltung gestellt und 1947 stillgelegt. Im Jahre 1950 hatte das Dorf nur noch 427 Einwohner. Bei der Gebietsreform von 1960 wurde der Okres Bílovec aufgehoben und Lukavec in den Okres Nový Jičín eingegliedert. Seit dem 1. April 1979 ist Lukavec ein Ortsteil von Fulnek. Beim Zensus von 2001 lebten in den 122 Häusern von Lukavec 397 Personen. Im Jahre 2010 hatte der Ortsteil 385 Einwohner.

## Ortsgliederung
Der Ortsteil Lukavec bildet den Katastralbezirk Lukavec u Bílovce.

## Sehenswürdigkeiten
- Kirche Johannes des Täufers und der hl. Barbara, erbaut 1693–1702
- Ehemalige Schule, errichtet 1895–1896
- Ehemalige Erbrichterei (Haus Nr. 62)
- Wassermühle, Geburtshaus von Bohumil Pater
- Ehemaliger Herrenhof mit Brauerei
- Reste der unvollendeten Eisenbahnstrecke Troppau - Fulnek
- Kapelle der hl. Anna, auf der Höhe nördlich des Dorfes, errichtet nach dem Dreißigjährigen Krieg
- Kapelle der hl. Dreifaltigkeit bei Hájek, erbaut 1705 durch die Besitzer der Haikamühle
- Nischenkapelle des hl. Johannes von Nepomuk, im Oberdorf, sie ist seit 1833 nachweislich
- Teufelskapelle, westlich des Dorfes im Wald über dem Tal des Nadějovský potok. Neben der Kapelle befinden sich die Mauerreste einer zu Beginn des 20. Jahrhunderts vom Einsiedler Abendrot errichteten Einsiedelei.

## Söhne und Töchter des Ortes
- Bohumil Pater (1898–1982), Persönlichkeit des Klub československých turistů[7]